# Denise Guénard
Denise Guénard (Francia, 13 de enero de 1934-23 de mayo de 2017) fue una atleta francesa especializada en la prueba de pentatlón, en la que consiguió ser subcampeona europea en 1962.

## Carrera deportiva
En el Campeonato Europeo de Atletismo de 1962 ganó la medalla de plata en la competición de pentatlón, logrando un total de 4735 puntos, siendo superada por la soviética Galina Bystrova (oro con 4833 puntos que fue récord de los campeonatos) y por delante de la alemana Helga Hoffmann (bronce con 4676 puntos).